# Menisco

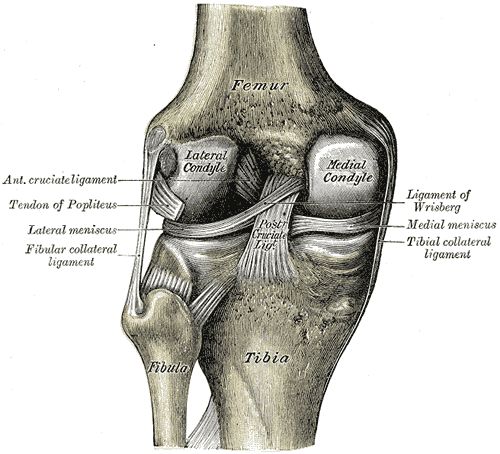
Meniscos entre os ossos tíbia e fêmur.

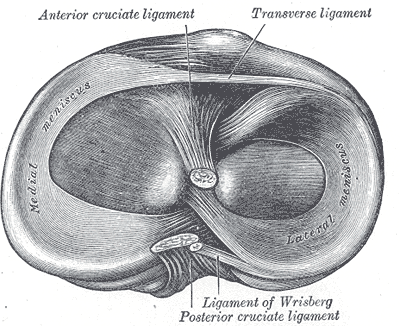
Corte transversal da tíbia, mostrando suas estruturas.

Na anatomia, os meniscos são cartilagens presentes na articulação tíbiofemoral (região do joelho), entre os côndilos do fêmur e da tíbia. Os meniscos têm a função de diminuir o impacto e promover a adaptação (melhorar o encaixe) entre as faces articulares do fêmur e da tíbia. Melhoram a congruência das superfícies articulares, além de dar mais mobilidade, lubrificação ao joelho.
São dois meniscos, um medial e outro lateral, ambos localizados acima da tíbia. Têm o formato de meia lua, com uma divisão em corno anterior, corpo e corno posterior. Como cartilagem, apresentam poucos vasos sangüíneos, o que dificulta sua capacidade de regeneração, caso sofram alguma lesão. Uma vez lesionados, dificilmente se recuperam espontaneamente.
Os cornos dos meniscos possuem distancias, sendo que os do externo estão mais próximos entre si que os internos. E não estão livres no espaço articulares, mantendo uma junção funcional.
A artroscopia é um procedimento que permite visão direta do menisco, sendo usada tanto para procedimentos diagnósticos como de tratamento das lesões meniscais. Um destes tratamentos consiste na meniscectomia, que é a remoção cirúrgica de parte do menisco.